# Eric Löwenstein
Eric Löwenstein, född 19 september 1900 i Göteborgs Karl Johans församling, Göteborg, död 1 april 1990 i Västra Frölunda församling, Göteborg, var en svensk målare och tecknare.
Löwenstein var gift med konstnären Kjerstin Landgren. Han studerade konst för Sigfrid Ullman och Nils Nilsson vid Valands målarskola i Göteborg 1937–1942 samt under studieresor till Danmark, Italien och Spanien. Tillsammans med Margit Holmberg ställde han ut på Olsens konstsalong och tillsammans med sin fru på Galleri Aveny i Göteborg. Han medverkade i Decemberutställningarna på Göteborgs konsthall samt i Göteborgskonstnärernas utställningar i Skara och Vänersborg. Hans konst består av stilleben, figurmåleri, porträtt och landskap. Makarna Löwenstein är begravda på Västra kyrkogården i Göteborg.